# Marie Vassilieff
Marie Vassilief, nata Marija Ivanovna Vasil'eva (in russo Мария Ивановна Васильева?; Smolensk, 12 febbraio 1884 – Nogent-sur-Marne, 14 maggio 1957), è stata una pittrice e scultrice russa naturalizzata francese.

## Biografia
Vasil'eva nacque a Smolensk, in Russia, da una famiglia benestante che la incoraggiava a studiare medicina. La sua naturale inclinazione, tuttavia, era per le arti e nel 1903 entrò all'Accademia Imperiale di Belle Arti di San Pietroburgo. Nel 1905 si recò a Parigi, all'epoca capitale artistica del mondo.
Frequentò l'Académie de la Palette con Sonia Delaunay e l'Académie Henri Matisse con Olga Meerson. Diventò parte integrante della comunità artistica della Rive Gauche a Montparnasse. Tradusse e spedì in Russia estratti di Notes d'un peintre di Henri Matisse alla rivista moscovita "Il vello d'oro", che li pubblicò nel giugno 1909.
Nel 1911 fondò l'Accademia Russa di Pittura e Scultura al 54 della Avenue du Maine, mentre nel 1912 aprì l'Accademia Vassilieff che divenne luogo di incontro delle avanguardie dell'arte dell'epoca con la frequentazione di artisti come María Blanchard, Nina Hamnett, Amedeo Modigliani, Ossip Zadkine, Jacques Lipchitz e Chaïm Soutine. Dal 1998 al 2013, l'atelier che ha ospitato questa accademia è diventato il Musée du Montparnasse.
In poco tempo le pareti dell'atelier di Marie Vassilieff furono rivestite da una collezione di dipinti di Marc Chagall e Modigliani, da disegni di Pablo Picasso e Fernand Léger.
Nel marzo 1914, Marie Vassilieff espose proprio al Salon des Indépendants tre dipinti in stile cubista: Composition, Recherche I e Recherche II. Ciononostante, il 7 marzo, il quotidiano Excelsior riprodusse, in prima pagina, Recherche I etichettandola come “una tela futurista”.
Nel dicembre 1914, Marie Vassilieff chiuse la sua accademia di pittura e annettendo un secondo laboratorio, aprì una mensa popolare per artisti e modelli. Si era offerta volontaria come infermiera presso la Croce Rossa francese e aveva visto quanto fosse peggiorata la situazione finanziaria per molti artisti a Parigi. Il governo francese in guerra decise, al fine di sostenere l'economia in guerra, di versare una pensione compensativa a qualsiasi attività economica danneggiata dalla situazione. Gli artisti, che in linea di principio non potevano più vendere le loro opere così facilmente, beneficiavano così di una pensione minima, rendendoli spesso più ricchi rispetto a prima dello scoppio del conflitto. Poiché spesso avevano poco o niente da mangiare, la mensa era per loro un prezioso rifugio, fornendo per pochi centesimi un pasto completo e un bicchiere di vino e, inoltre, un accogliente luogo di ritrovo.
Il governo aveva messo in atto un coprifuoco, e ristoranti e caffè a Parigi erano costretti a chiudere anticipatamente, ma la mensa di Marie Vassilieff, registrata come club privato, non era soggetta a tale obbligo. Il posto divenne subito molto affollato. Il norvegese Kist Thaulow vi suonava il violino, lo svedese E.M. Melchers il piano, Ossip Zadkine e Marie Vassilieff eseguivano danze russe e Pablo Picasso imitava i toreri per divertire i suoi amici Foujita e Rivera.
Nell'ottobre 1915, Marie Vassilieff tornò in Russia dove vide i suoi genitori un'ultima volta. Ebbe l'opportunità di partecipare a due mostre a metà tra futurismo e suprematismo: a Pietrogrado, la Dernière exposition futuriste de tableaux 0,10 della fine del 1915(6) in cui Kazimir Malevic espose il suo famoso Quadrato nero; a Mosca, la mostra Magasin, nel marzo 1916, dove espose per la prima volta le bambole che l'avrebbero resa famosa. Proprio negli anni Dieci iniziò a sperimentare la creazione di marionette, senza funzione teatrale, ma intesi come oggetti scultorei in una visione d'avanguardia. Di fatto, però, i suoi fantocci sarebbero stati centrali nel teatro dei burattini della compagnia ungherese Arc-en-ciel.
Tornata in Francia, nell'aprile 1916, riaprì la sua mensa. Il critico d'arte André Salmon che preparava la mostra retrospettiva L’Art moderne en France le propose nove numeri, segno della sua fama artistica di allora. Questa mostra è passata alla storia con il nome di "Salon d'Antin" perché si svolse in avenue d'Antin 26, nella magione dello stilista Paul Poiret. Pablo Picasso vi espose per la prima volta le sue famose Demoiselles d'Avignon.
Nel gennaio 1917, Georges Braque, che era stato ferito in combattimento, fu dispensato dal servizio militare. Marie Vassilieff e Max Jacob decisero di organizzare un banchetto per lui e sua moglie, Marcelle. Tra gli ospiti figurava Alfred Pina con la sua nuova compagna, Beatrice Hastings, che aveva appena concluso la sua relazione biennale con Modigliani. Conoscendo fin troppo bene la propensione di Modigliani a causare disordini quando beveva, Marie Vassilieff non lo invitò alla festa. Il mondo dell'arte era però piccolo e la notizia di questo banchetto giunse presto alle orecchie di Modigliani che, piuttosto ubriaco, si presentò in cerca di rissa. Ne seguì una colluttazione, in cui fu sguainata una pistola e Marie Vassilieff, nonostante la sua bassa statura, spinse Modigliani giù per le scale, mentre Pablo Picasso e Manuel Ortiz de Zárate chiudevano la porta. Marie Vassilieff ne fece un disegno che è stato riprodotto molte volte.
Diventata madre nel 1917, Marie Vassilieff dipinse molti ritratti di suo figlio Pierre in uno stile vicino a quello di Fernand Léger e le sue bambole di pezza o di pelle furono celebrate a Berlino, New York e Londra dove Peggy Guggenheim la invitò ad esporre nel novembre 1938.

Nel luglio 1920, Marie Dormoy, amica dello scrittore Paul Léautaud, scrisse sulla rivista Art et Décoration l'articolo “Nuove bambole” in cui dichiarò: 
 Difatti, i ritratti di artisti sono una testimonianza della vita parigina dell'epoca.
Vassilieff disegnò per Paul Poiret nel 1923 il flacone del profumo Arlequinade – Nouveau parfum de Rosine. Diresse i laboratori di costumista per la stagione teatrale 1923-1924 dei Balletti svedesi di Rolf de Maré, in particolare quelli per La Création du monde, la cui prima ebbe luogo il 25 ottobre 1923 al Théâtre des Champs-Élysées.
Nel 1925 creò “mobili barocchi e antropomorfi” composti da sei “mobili per burattini” per l'Esposizione Internazionale di Arti Decorative Moderne e Industriali.
Nel 1927 decorò due pilastri della brasserie La Coupole, in boulevard du Montparnasse. Sul primo, dipinse una Vergine Nera e, si diceva, il letterato Georges Duhamel, ma in realtà era il suo amico, il compositore Claude Duboscq, che suonava il flauto. Infatti questo ritratto con gli occhi spalancati dietro occhiali rotondi, la volpe appollaiata sulla sua spalla e la Madonna Nera, sono simili a quelli raffigurati sui pannelli decorativi dello spettacolo di burattini Le Pauvre Clair disegnato da Marie Vassilieff per Claude Duboscq nel 1928.
Iscritta nel catalogo ufficiale come "Artista pittore decoratore", la sua partecipazione all'Esposizione Internazionale delle Arti e Tecniche della Vita Moderna del 1937 fu triplice. Espose modelli tra cui maschere e animaletti provenienti da una “Boutique fantasque”; il modello del suo grande pannello decorativo L’Été-L’État – Réseau d’État vers la mer disegnato con René Péro per la stazione di Montparnasse, e i cinque costumi in rhodoïd delle Voyelles per la trasposizione in scena del sonetto di Arthur Rimbaud per l'Arte e Teatro d'azione di Louise e Édouard Autant-Lara.
Dal 1939 al 1946 Marie Vassilieff visse e lavorò a Cagnes-sur-Mer, nelle Alpi Marittime. Espose 32 dipinti, 20 bambole e disegni (da Monsieur Gasser, al n. 8 di rue des Belges a Cannes) dal 16 aprile al 2 maggio 1943.
Nel 1949, l'imprenditore edile Edmond Didier, che era diventato il suo mecenate, le ordinò un servizio da tavola in ceramica. Supervisionò le modanature e, entusiasta di questa collaborazione con l'Atelier Lafourcade, creò anche sculture mistiche ed erotiche. Da maggio espose queste ceramiche nella mostra Hommage à Marie Vassileff – Peintre de la grande époque de Montparnasse organizzata da Marc Vaux al Foyer d'Entr'aide aux artistes et aux intellectuels in boulevard du Montparnasse, poi al Salon des Indépendants (Parigi) del 1952.
Dal 1953 fino alla sua morte, risiedette presso la Casa di riposo nazionale per artisti a Nogent-sur-Marne. Nonostante questa istituzione fosse stata fondata nel 1945 da due donne, Marie Vassilieff fu la prima donna ad esservi ammessa. Fu sepolta nel cimitero di Nogent-sur-Marne.

## Accoglienza
Secondo La Gazette Drouot, il dipinto di Marie Vassilieff L’Enfant à la poupée del 1917 è stato venduto a 151 000 euro da Cannes Enchères, il 13 novembre 2005. Nel 2009, spinto da collezionisti russi, Port d'Espagne del 1915 ha raggiunto i 175 000 euro a Enghien il 1º febbraio. Poi il 23 marzo 2009, il ritratto di Anna Winding, una modella legato alla famiglia del pittore Renoir e immortalata da Marie Vassilieff a Cagnes-sur-Mer, nel 1945, ha totalizzato 140 000 euro alla vendita Artcurial dell'Hôtel Marcel-Dassault. Nel 2017, il dipinto del 1912, Café de la Rotonde, luogo della vita a Montparnos dell'epoca alta, è stato venduto per 170 800 euro, il 25 marzo, nello studio di Toledano d'Arcachon e poi rivenduta il 27 novembre per 254534 euro, a Christie's. Dal canto suo, Paysage d'Espagne è stato venduto per 101 480 il 12 novembre a un'asta di Bayeux.

## Eredità

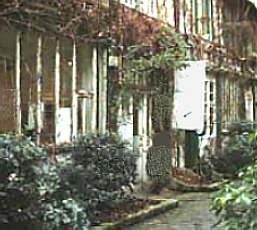
Atelier di Marie Vassilieff

Nel febbraio 2016, il municipio di Parigi ha inaugurato in quello che era il suo studio a Montparnasse un nuovo spazio dedicato alle arti visive, Villa Vassilieff – già Musée du Montparnasse. Pensato come uno spazio di residenze artistiche, mostre, eventi e workshop e come strumento del patrimonio che permettesse di ripensare la storia dell'arte, troppo eurocentrica e maschile, la Villa è stata chiusa nel dicembre 2020.

## Mostre
Dopo le mostre retrospettive Marie Vassilieff (1884-1957) - Eine Russische Künstlerin in Paris al Verborgene Museum di Berlino, nel 1995, Marie Vassilieff dans ses murs al Musée du Montparnasse nel 1998, la mostra Marie Vassilieff – l’âme de Montparnasse si svolse presso il castello di Vert-Mont a Rueil-Malmaison dal 5 dicembre 2017 al 28 gennaio 2018. Nel 2022 il suo lavoro è stato incluso nella mostra tematica La seduzione del cyborg nell'ambito della 59ª Biennale di Venezia.